# All the Beauty and the Bloodshed
All the Beauty and the Bloodshed é um longa-metragem documental estadunidense, lançado em 2022, que aborda a carreira da artista Nan Goldin e a queda do império farmacêutico da família Sackler. O longa foi dirigido por Laura Poitras, que em entrevista chegou a afirmar que "A arte e a visão de Nan inspiraram meu trabalho por anos, e influenciaram gerações de cineastas".
Teve estreia mundial no 79º Festival Internacional de Cinema de Veneza, em 3 de setembro de 2022, onde recebeu o prêmio máximo do festival, o Leão de Ouro, tornando-se apenas o segundo documentário (após Sacro GRA em 2013) a atingir o feito.
Foi lançado nos cinemas dos EUA pela Neon em 23 de novembro de 2022. No Brasil, até o momento, esteve em cartaz apenas na 46º Mostra Internacional de Cinema de São Paulo. Foi indicado ao Oscar 2023 na categoria de Melhor Documentário.

## Sinopse
A artista e ativista Nan Goldin, em uma jornada sensível e épica, tem sua trajetória de desafio e luta para responsabilizar a família Sackler pela crise de opioides nos Estados Unidos contada por Laura Poitras através de entrevistas, fotografias e imagens raras.

## Elenco
- Nan Goldin
- Patrick Radden Keefe
- Megan Kapler

## Lançamento
O filme estreou em 3 de setembro de 2022, no 79º Festival Internacional de Cinema de Veneza, onde foi premiado com o Leão de Ouro. Foi exibido no Festival Internacional de Cinema de Toronto de 2022 em 9 de setembro. Pouco depois, Poitras criticou os festivais de Veneza e Toronto por exibir um filme produzido por Hillary Clinton, In Her Hands. Poitras afirmou estar "alarmada" com a presença de Clinton nos festivais, acrescentando que "Hillary Clinton esteve ativamente envolvida nas guerras e ocupações no Iraque e no Afeganistão. Ela apoiou a escalada de tropas". Também foi exibido no Festival de Cinema de Nova York de 2022, sendo o principal filme do festival. No Brasil, esteve em cartaz na 46º Mostra Internacional de Cinema de São Paulo.
Em agosto de 2022, antes de sua estreia em Veneza, a Neon adquiriu os direitos de distribuição do filme nos Estados Unidos, enquanto os direitos no Reino Unido e na Irlanda foram adquiridos pela Altitude Film Distribution. Em setembro de 2022, a HBO Documentary Films adquiriu os direitos de televisão e streaming do filme. O filme foi lançado nos cinemas pela Neon em 23 de novembro de 2022.

## Recepção
No Rotten Tomatoes, o filme detém uma taxa de aprovação de 93% com base em 89 críticas, com uma classificação média de 8,6/10. O consenso do site diz: "All the Beauty and the Bloodshed é um olhar profundo na luta de uma fotógrafa contra o vício e a instituição responsável por sua dor através de suas lentes corajosas". De acordo com Metacritic, que atribuiu uma pontuação média ponderada de 91 em 100 com base em 27 críticos, o filme recebeu "aclamação universal".
Godrefy Cheshire elogiou o filme pela colaboração de Poitras e Goldin, afirmando que "não há efetivamente nenhuma distância conceitual entre o documentarista autor e seu tema artístico ... o resultado de seu envolvimento simpático é uma colaboração de rara beleza e poder."

## Prêmios e Indicações
| Prêmios                                       | Ano                     | Categoria                                      | Destinatários e Candidatos                                          | Resultado | Ref           |
| --------------------------------------------- | ----------------------- | ---------------------------------------------- | ------------------------------------------------------------------- | --------- | ------------- |
| Festival de Veneza                            | 10 de Setembro de 2022  | Golden Lion                                    | Laura Poitras                                                       | Venceu    | [ 18 ]        |
| Festival de Veneza                            | 10 de Setembro de 2022  | Queer Lion                                     | Laura Poitras                                                       | Indicado  | [ 19 ]        |
| Festival de Veneza                            | 10 de Setembro de 2022  | Smithers Foundation Award "Ambassador of Hope" | Laura Poitras                                                       | Venceu    | [ 20 ]        |
| Athens International Film Festival            | 8 de Outubro de 2022    | Prêmio Golden Athena de Melhor Documentário    | All the Beauty and the Bloodshed                                    | Venceu    | [ 21 ]        |
| London Film Festival                          | 16 de Outubro de 2022   | Prêmio Grierson                                | All the Beauty and the Bloodshed                                    | Indicado  | [ 22 ]        |
| Montclair Film Festival                       | 30 de Outubro de 2022   | Prêmio Bruce Sinosky de Documentário           | All the Beauty and the Bloodshed                                    | Venceu    | [ 23 ]        |
| Critics' Choice Documentary Awards            | 13 de Novembro de 2022  | Melhor Documentário Político                   | All the Beauty and the Bloodshed                                    | Indicado  | [ 24 ]        |
| Critics' Choice Documentary Awards            | 13 de Novembro de 2022  | Melhor Diretora                                | Laura Poitras                                                       | Indicado  | [ 24 ]        |
| Gotham Independent Film Awards                | 28 de Novembro de 2022  | Melhor Documentário                            | All the Beauty and the Bloodshed                                    | Indicado  | [ 25 ]        |
| New York Film Critics Circle Awards           | 2 de Dezembro de 2022   | Melhor Filme de Não Ficção                     | All the Beauty and the Bloodshed                                    | Venceu    | [ 26 ]        |
| British Independent Film Awards               | 4 de Dezembro de 2022   | Melhor Filme Internacional Independente        | Laura Poitras, Howard Gertler, John Lyons, Nan Goldin, Yoni Golijov | Indicado  | [ 27 ]        |
| National Board of Review                      | 8 de Dezembro de 2022   | Top5 Documentários                             | All the Beauty and the Bloodshed                                    | Venceu    | [ 28 ]        |
| National Board of Review                      | 8 de Dezembro de 2022   | Prêmio Liberdade de Expressão                  | All the Beauty and the Bloodshed                                    | Venceu    | [ 28 ]        |
| New York Film Critics Online                  | 11 de Dezembro de 222   | Melhor Documentário                            | All the Beauty and the Bloodshed                                    | Venceu    | [ 29 ]        |
| Los Angeles Film Critics Association          | 11 de Dezembro de 2022  | Melhor Documentário/Filme de Não Ficção        | All the Beauty and the Bloodshed                                    | Venceu    | [ 30 ]        |
| Boston Society of Film Critics                | 11 de Dezembro de 2022  | Melhor Documentário                            | All the Beauty and the Bloodshed                                    | Venceu    | [ 31 ]        |
| Washington D.C. Area Film Critics Association | 12 de Dezembro de 2022  | Melhor Documentário                            | All the Beauty and the Bloodshed                                    | Indicado  | [ 32 ]        |
| Chicago Film Critics Association              | 14 de Dezembro de 2022  | Melhor Documentário                            | All the Beauty and the Bloodshed                                    | Indicado  | [ 33 ]        |
| St. Louis Gateway Film Critics Association    | 18 de Dezembro de 2022  | Melhor Documentário                            | All the Beauty and the Bloodshed                                    | Venceu    | [ 34 ]        |
| Florida Film Critics Circle                   | 22 de Dezembro de 2022  | Melhor Documentário                            | All the Beauty and the Bloodshed                                    | Venceu    | [ 35 ]        |
| Alliance of Women Film Journalists            | 5 de Janeiro de 2023    | Melhor Documentário                            | All the Beauty and the Bloodshed                                    | Venceu    | [ 36 ]        |
| San Diego Film Critics Society                | 6 de Janeiro de 2023    | Melhor Documentário                            | All the Beauty and the Bloodshed                                    | Indicado  | [ 37 ]        |
| National Society of Film Critics              | 7 de Janeiro de 2023    | Melhor Filme de Não Ficção                     | All the Beauty and the Bloodshed                                    | Venceu    | [ 38 ]        |
| Toronto Film Critics Association              | 8 de Janeiro de 2023    | Melhor Documentário                            | All the Beauty and the Bloodshed                                    | Venceu    | [ 39 ]        |
| San Francisco Bay Area Film Critics Circle    | 9 de Janeiro de 2023    | Melhor Documentário                            | All the Beauty and the Bloodshed                                    | Indicado  | [ 40 ]        |
| Austin Film Critics Association               | 10 de Janeiro de 2023   | Melhor Documentário                            | All the Beauty and the Bloodshed                                    | Venceu    | [ 41 ]        |
| Cinema Eye Honors                             | 12 de Janeiro de 2022   | Melhor Filme de Não Ficção                     | Laura Poitras, Howard Gertler, John Lyons, Nan Goldin, Yoni Golijov | Indicado  | [ 42 ] [ 43 ] |
| Cinema Eye Honors                             | 12 de Janeiro de 2022   | Melhor Direção                                 | Laura Poitras                                                       | Venceu    | [ 42 ] [ 43 ] |
| Cinema Eye Honors                             | 12 de Janeiro de 2022   | Melhor Montagem                                | Amy Foote, Joe Bini and Brian A. Kates                              | Indicado  | [ 42 ] [ 43 ] |
| Cinema Eye Honors                             | 12 de Janeiro de 2022   | Melhor Trilha Sonora                           | Soundwalk Collective                                                | Indicado  | [ 42 ] [ 43 ] |
| Cinema Eye Honors                             | 12 de Janeiro de 2022   | The Unforgettables                             | Nan Goldin                                                          | Venceu    | [ 42 ] [ 43 ] |
| Georgia Film Critics Association              | 13 de Janeiro de 2022   | Melhor Documentário                            | All the Beauty and the Bloodshed                                    | Venceu    | [ 44 ]        |
| Seattle Film Critics Society                  | 17 de Janeiro de 2022   | Melhor Documentário                            | All the Beauty and the Bloodshed                                    | Indicado  | [ 45 ]        |
| Online Film Critics Society                   | 23 de Janeiro de 2023   | Melhor Documentário                            | All the Beauty and the Bloodshed                                    | Indicado  | [ 46 ]        |
| Houston Film Critics Society                  | 18 de Fevereiro de 2022 | Melhor Documentário                            | All the Beauty and the Bloodshed                                    | Indicado  | [ 47 ]        |
| London Film Critics' Circle                   | 5 de Fevereiro de 2023  | Filme do Ano                                   | All the Beauty and the Bloodshed                                    | Indicado  | [ 48 ]        |
| London Film Critics' Circle                   | 5 de Fevereiro de 2023  | Documentário do Ano                            | All the Beauty and the Bloodshed                                    | Venceu    | [ 48 ]        |
| Satellite Awards                              | 11 de Fevereiro de 2023 | Melhor Filme - Documentário                    | All the Beauty and the Bloodshed                                    | Indicado  | [ 49 ]        |
| Vancouver Film Critics Circle                 | 13 de Fevereiro de 2023 | Melhor Documentário                            | All the Beauty and the Bloodshed                                    | Venceu    | [ 50 ]        |
| Directors Guild of America Awards             | 18 de Fevereiro de 2023 | Melhor Direção – Documentários                 | Laura Poitras                                                       | Venceu    | [ 50 ]        |
| British Academy Film Awards                   | 19 de Fevereiro de 2023 | Melhor Documentário                            | Laura Poitras, Howard Gertler, Nan Goldin, Yoni Golijov, John Lyons | Indicado  | [ 51 ]        |
| Oscar 2023                                    | 12 de março de 2023     | Melhor Documentário                            | Laura Poitras, Howard Gertler, Nan Goldin, Yoni Golijov, John Lyons | Indicado  |               |
| Hollywood Critics Association Awards          | 24 de Fevereiro de 2023 | Melhor Documentário                            | All the Beauty and the Bloodshed                                    | Pendente  | [ 52 ]        |
| Independent Spirit Awards                     | 4 de Março de 2023      | Melhor Documentário                            | Laura Poitras, Howard Gertler, Nan Goldin, Yoni Golijov, John Lyons | Pendente  | [ 53 ]        |
| GLAAD Media Awards                            | 30 de Março de 2023     | Melhor Documentário                            | All the Beauty and the Bloodshed                                    | Pendente  | [ 54 ]        |